# Marechiaro (film)
Pour plus de détails, voir Fiche technique et Distribution.
Marechiaro est un film italien réalisé par Giorgio Ferroni, sorti en 1949.
Le titre du film vient d'une chanson populaire napolitaine.

## Fiche technique
- Titre : Marechiaro
- Réalisation : Giorgio Ferroni
- Assistants-réalisateur : Armando Grottini et Rodolfo Sonego
- Scénario : Anton Giulio Majano, Vincenzo Talarico (it), Sandro De Feo (it), Franco Rossi et Mario Monicelli
- Photographie : Renato Del Frate
- Montage : Jolanda Benvenuti (it)
- Musique : Ezio Carabella
- Décors : Virgilio Marchi (it)
- Costumes : Michele Contessa
- Producteur : Fortunato Misiano
- Société de production :  Romana Film (it)
- Société de distribution : Siden Film (Italie)
- Lieu de tournage :  Titanus Studios, Rome
- Format : Noir et blanc — 35 mm — 1,37:1 — Son : Mono
- Genre : Film dramatique
- Durée : 90 minutes (1 h 30)
- Dates de sortie: 
  -  Italie : 1949

## Distribution
- Silvana Pampanini: Silvana
- Nada Fiorelli: Susy
- Massimo Serato: Luca
- Augusto Di Giovanni (it) : Ernesto Di Gennaro
- Agostino Salvietti : don Nicola
- Otello Seno: Gennariello
- Enrico Luzi (it) : Mimì Ruffo
- Joop van Hulzen (it) : Van Dong, le propriétaire du yacht
- Gigi Pisano (it) : Michele
- Carlo Lombardi (it) : ministère public
- Arnoldo Foà: avocat de la défense
- Giulio Battiferri (it)
- Antonio Basurto (it)
- Luciano Valente
- Marisa Merlini
- Salvatore Costa
- Daniella Boni
- Enzo Staiola